# DuBois
|  | Per a altres significats, vegeu «Dubois». |

DuBois és una població del Comtat de Clearfield (Pennsilvània) als Estats Units d'Amèrica. Segons el cens del 2000 tenia 8.123 habitants.

## Demografia
Segons el cens del 2000, DuBois tenia 8.123 habitants, 3.614 habitatges, i 2.099 famílies. La densitat de població era de 939 habitants per quilòmetre quadrat.
Dels 3.614 habitatges en un 26,1% hi vivien nens de menys de 18 anys, en un 42,6% hi vivien parelles casades, en un 12% dones solteres, i en un 41,9% no eren unitats familiars. En el 36,2% dels habitatges hi vivien persones soles el 18,2% de les quals corresponia a persones de 65 anys o més que vivien soles. El nombre mitjà de persones vivint en cada habitatge era de 2,23 i el nombre mitjà de persones que vivien en cada família era de 2,91.
Per edats la població es repartia de la següent manera: un 23,1% tenia menys de 18 anys, un 10% entre 18 i 24, un 26,6% entre 25 i 44, un 20,7% de 45 a 60 i un 19,6% 65 anys o més.
L'edat mediana era de 38 anys. Per cada 100 dones de 18 o més anys hi havia 83,5 homes.
La renda mediana per habitatge era de 27.748 $ i la renda mediana per família de 36.575 $. Els homes tenien una renda mediana de 29.306 $ mentre que les dones 18.601 $. La renda per capita de la població era de 17.079 $. Entorn del 12,5% de les famílies i el 15,9% de la població estaven per davall del llindar de pobresa.

## Poblacions properes
El següent diagrama mostra les poblacions més properes.